# أبو عاقلة عبد الله
أبو عاقلة عبد الله محمد أحمد (مواليد 11 مارس 1993) هو لاعب كرة قدم سوداني يلعب في مركز خط الوسط في نادي الهلال الذي ينافس في الدوري السوداني الممتاز.